# Nuevo Laredo
Nuevo Laredo (česky Nové Laredo) je město ležící v severovýchodním Mexiku ve státě Tamaulipas. Leží na mexicko-americké státní hranici, přes kterou sousedí se státem Texas, konkrétně s městem Laredo. Leží na pobřeží řeky Rio Grande a je třetím nejlidnatějším městem ve státě Tamaulipas po městech Reynosa a Matamoros. K roku 2020 ve městě žilo 416 055 obyvatel. 
Město je významné díky rozsáhlému mezinárodnímu obchodu, který se ve městě odehrává. Vedle toho je klíčovým dopravním uzlem při přepravě osob a zboží do USA. Město leží v oblasti se semiaridním podnebím.